# 傅克诚
傅克诚（1946年11月—），辽宁省海城市人，中华人民共和国地方干部。中共中央党校科学社会主义专业在职研究生学历。
1968年1月，参加工作。1973年10月，加入中国共产党。曾任辽宁省海城县委常委、副县长，1987年，担任辽宁海城市委副书记、市长。1990年1月，任中共海城市委书记。1992年4月，任辽阳市委副书记。1993年7月，任辽阳市委书记。1998年，任中共江西省委组织部长。2001年12月，任江西省委副书记、省纪委书记。2006年11月，任江西省政协党组书记。2007年，任江西省政协主席。